# GameStop

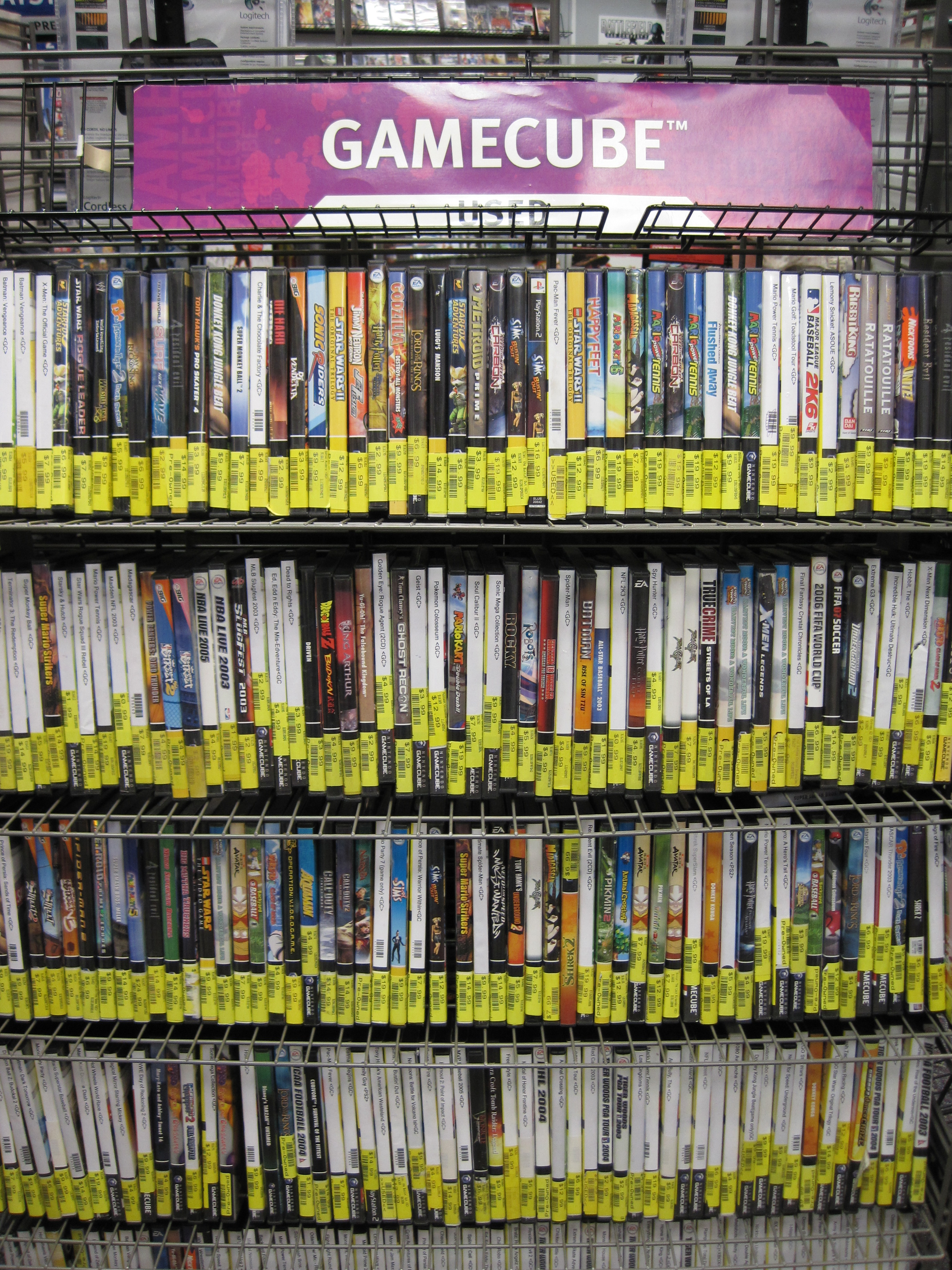
Giá đỡ trò chơi đã qua sử dụng cho các trò chơi GameCube tại GameStop ở San Bruno, California

GameStop Corp. là một công ty bán lẻ trò chơi điện tử, thiết bị điện tử tiêu dùng và trò chơi của Mỹ. Công ty có trụ sở chính tại Grapevine (ngoại ô Dallas), Texas, Hoa Kỳ và là nhà bán lẻ trò chơi điện tử lớn nhất thế giới.Tính đến ngày 30 tháng 1 năm 2021, công ty vận hành 4.816 cửa hàng, bao gồm 3.192 ở Hoa Kỳ, 253 ở Canada, 417 ở Úc và 954 ở Châu Âu, các cửa hàng bán lẻ của công ty chủ yếu hoạt động dưới các thương hiệu GameStop, EB Games, ThinkGeek và Micromania-Zing. Công ty được thành lập lần đầu tiên tại Dallas, Texas vào năm 1984 với tên gọi Babbage's, và lấy tên hiện tại vào năm 1999. Công ty sa sút trong khoảng thời gian giữa cuối những năm 2010 do sự chuyển dịch việc bán trò chơi điện tử sang các cửa hàng trực tuyến và sự đầu tư thất bại của GameStop vào lĩnh vực bán lẻ điện thoại thông minh.
Vào năm 2021, giá cổ phiếu của công ty tăng vọt do sự kiện bán non cổ phiếu được dàn dựng bởi những người dùng của diễn đàn Internet r/wallstreetbets. Công ty đã nhận được sự chú ý đáng kể của giới truyền thông trong tháng 1 và tháng 2 năm 2021 do biến động của giá cổ phiếu và sự kiện bán non cổ phiếu GameStop.
Ngoài các cửa hàng bán lẻ, GameStop còn sở hữu Game Informer, một tạp chí trò chơi điện tử.
Công ty xếp hạng thứ 521 trong Fortune 500.

## Lịch sử

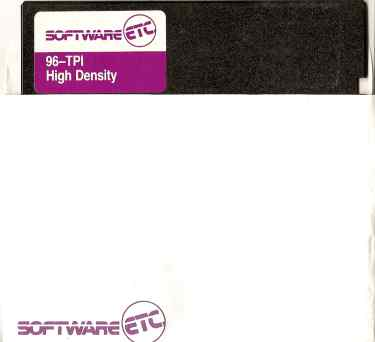
Logo của nhà bán lẻ Software, Etc. trên đĩa đĩa mềm 5,25" có nhãn hiệu của công ty

### Babbage's (1984–1994)
GameStop bắt nguồn từ Babbage's, một nhà bán lẻ phần mềm có trụ sở tại Dallas, Texas, do các bạn học cũ của Trường Kinh doanh Harvard là James McCurry và Gary M. Kusin thành lập năm 1984. Công ty được đặt theo tên của Charles Babbage, và mở cửa hàng đầu tiên tại Trung tâm NorthPark của Dallas với sự giúp đỡ của Ross Perot, một nhà đầu tư ban đầu vào công ty. Công ty nhanh chóng bắt đầu tập trung vào việc bán trò chơi điện tử cho Atari 2600 khi đó đang thống trị. Babbage's bắt đầu bán các trò chơi của Nintendo vào năm 1987. Babbage's trở thành công ty đại chúng thông qua đợt phát hành lần đầu ra công chúng năm 1988. Đến năm 1991, trò chơi điện tử chiếm 2/3 doanh số bán hàng của Babbage.

### NeoStar Retail Group (1994–1996)
Babbage's đã hợp nhất với Software Etc., một nhà bán lẻ có trụ sở tại Edina, Minnesota, chuyên về phần mềm máy tính cá nhân, để tạo ra NeoStar Retail Group vào năm 1994. Việc sáp nhập có cấu trúc như một sự hoán đổi cổ phiếu, nơi các cổ đông của Babbage's và Software Etc. nhận cổ phần của NeoStar, thành lập tổng công ty mới. Babbage's và Software Etc. tiếp tục hoạt động như các công ty con độc lập của NeoStar và giữ lại đội ngũ quản lý cấp cao tương ứng của họ. Người sáng lập kiêm chủ tịch của Babbage là James McCurry đã trở thành chủ tịch của NeoStar, trong khi chủ tịch của Babbage là Gary Kusin và Chủ tịch của Software Etc. Daniel DeMatteo vẫn giữ các chức danh tương ứng của họ. Chủ tịch của Software Etc. Leonard Riggio trở thành chủ tịch ủy ban điều hành của NeoStar.

### Babbage's Etc. (1996–1999)
Sau khi mua tài sản của NeoStar, Leonard Riggio giải thể công ty mẹ và thành lập một công ty mẹ mới có tên là Babbage's Etc. Ông bổ nhiệm Richard "Dick" Fontaine, trước đây là giám đốc điều hành của Software Etc. trong quá trình mở rộng cuối thập niên 1980 và đầu thập niên 1990, với tư cách là giám đốc điều hành của Babbage Etc. Daniel DeMatteo, trước đây là chủ tịch của cả Software Etc. và NeoStar, đã trở thành chủ tịch và COO. Ba năm sau, vào năm 1999, Babbage's Etc. ra mắt thương hiệu GameStop với 30 cửa hàng tại các khu trung tâm mua sắm mini. Công ty cũng ra mắt gamestop.com, một trang web để người dùng mua các trò chơi điện tử trực tuyến. GameStop.com đã được quảng cáo trong các cửa hàng Babbage's và Software Etc.

### Những năm thành công của GameStop (2004–2016)
GameStop mua lại EB Games (trước đây là Electronics Boutique) vào năm 2005 với giá 1,44 tỷ đô la Mỹ. Việc mua lại này đã giúp mở rộng hoạt động của GameStop sang Châu Âu, Canada, Úc và New Zealand. Hai năm sau, vào năm 2007, GameStop mua lại Rhino Video Games từ Blockbuster LLC với số tiền không được tiết lộ. Rhino Video Games vận hành 70 cửa hàng trò chơi điện tử trên khắp Đông Nam Hoa Kỳ.

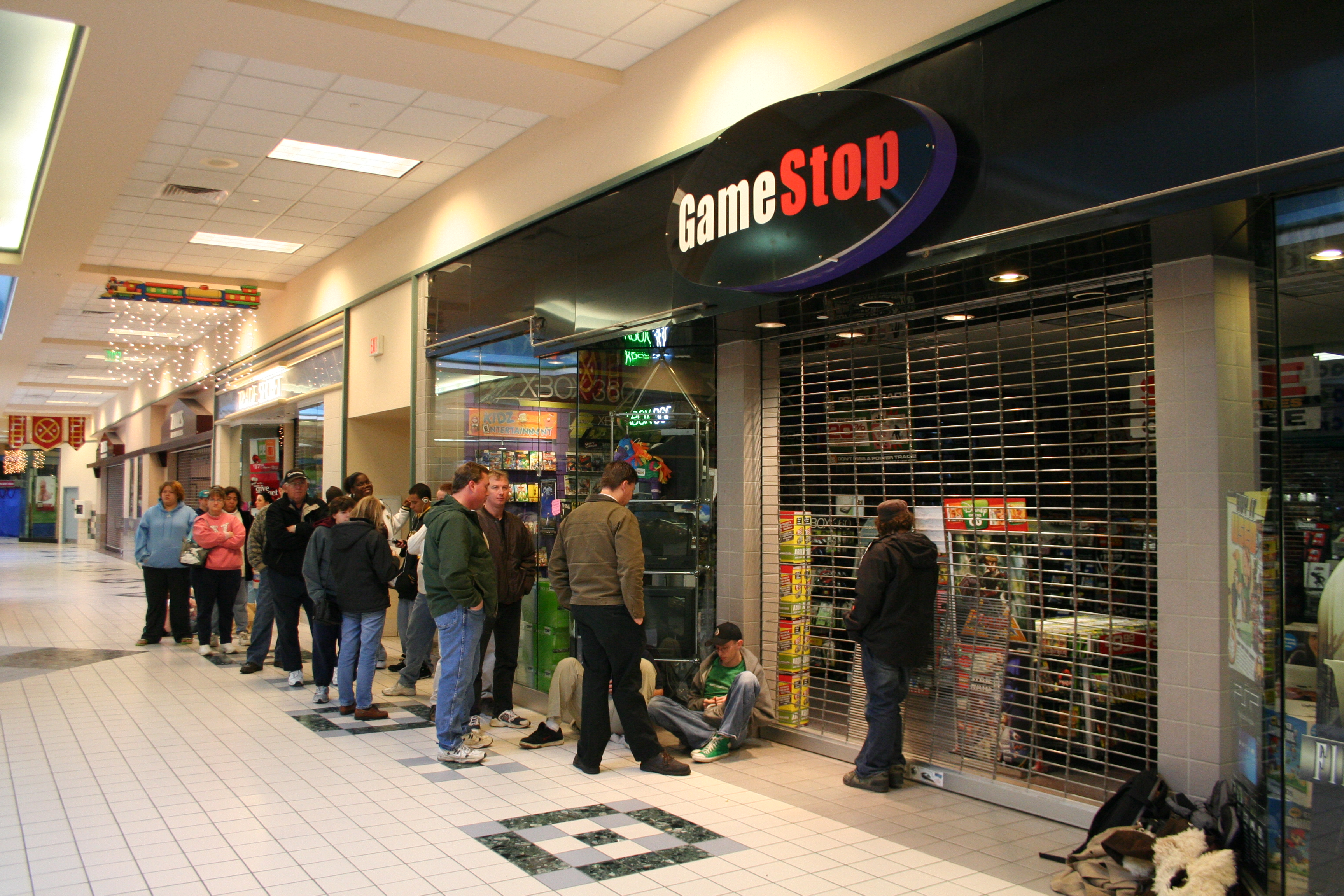
Khách hàng xếp hàng bên ngoài cửa hàng GameStop vào 2006 để mua Wii

### Suy vong (2016–nay)

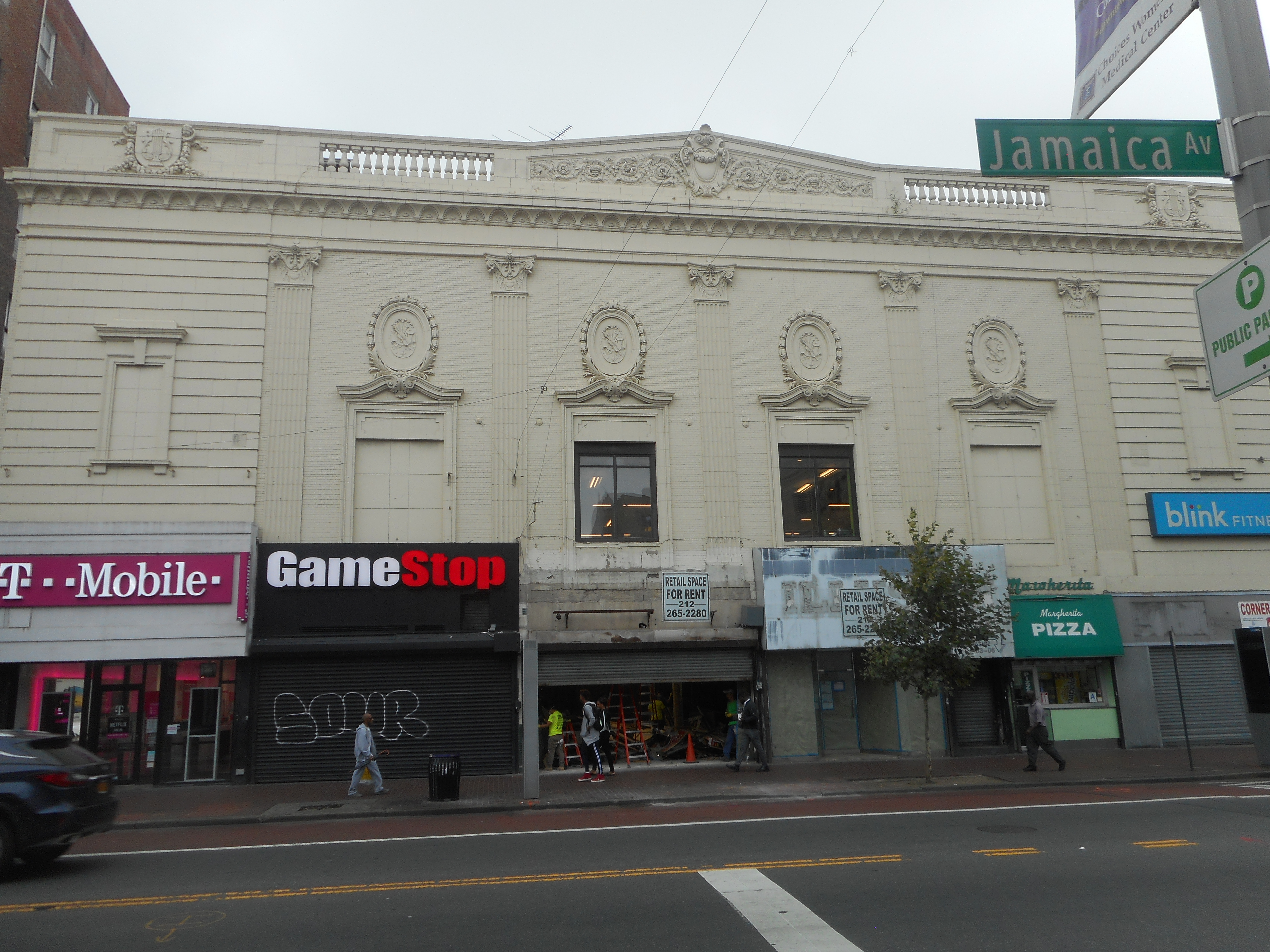
Một cửa hàng GameStop bị đóng cửa và có hình vẽ bậy ở Jamaica, Queens năm 2017

#### Những thay đổi theo thị trường
Thị trường trò chơi vật lý đang trong tình trạng suy giảm do các trò chơi có thể dễ dàng tải xuống từ các dịch vụ như Xbox Live, PlayStation Network, Nintendo eShop, và Steam. Điều này đã khiến doanh số bán hàng tại GameStop sụt giảm. Năm 2017, GameStop báo cáo doanh số bán hàng giảm 16,4% trong mùa lễ năm 2016, nhưng vẫn bày tỏ sự lạc quan trong hoạt động kinh doanh trò chơi phi vật lý.

#### Thay đổi quản lý

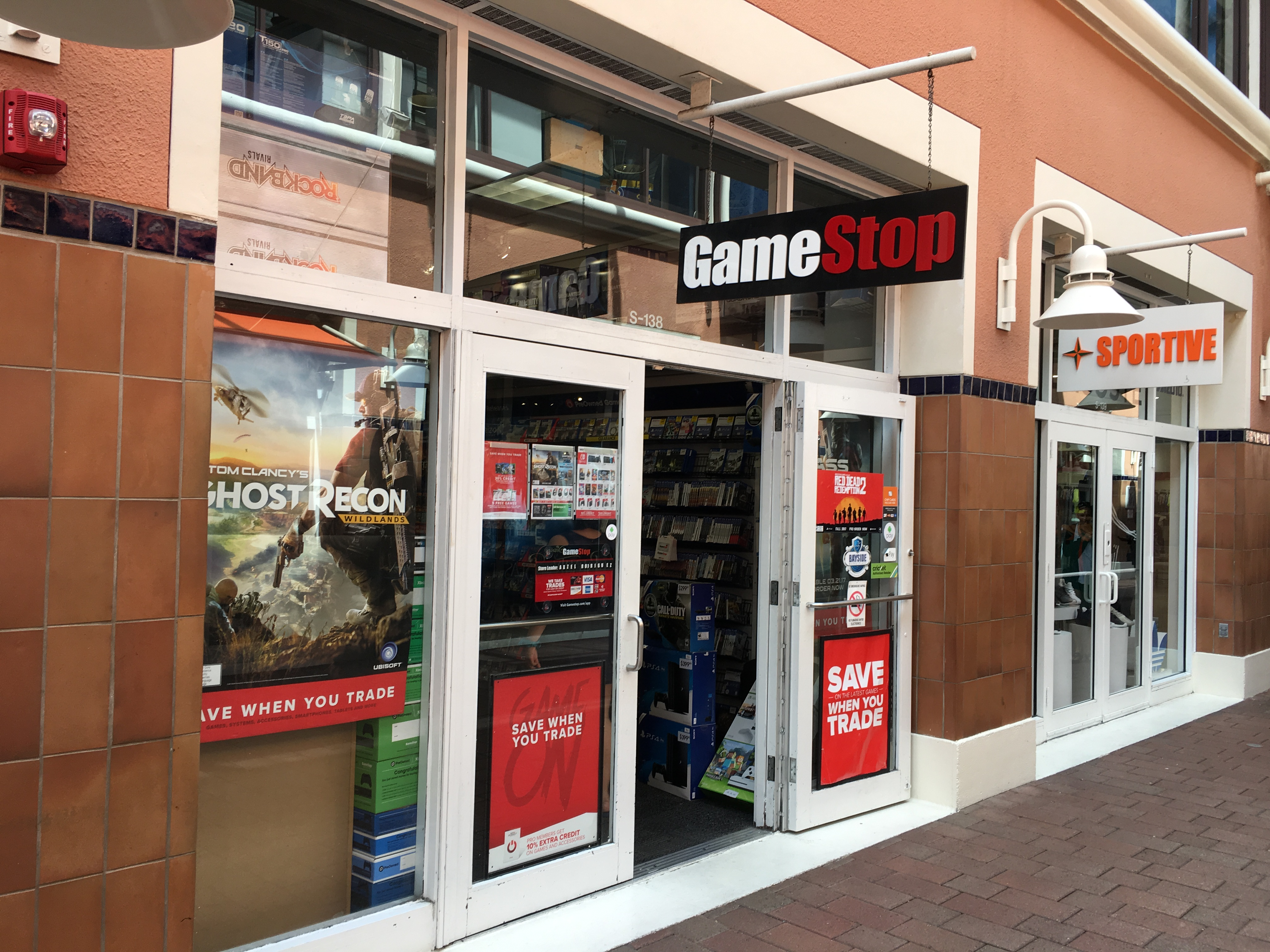
Một cửa hàng Bayside Marketplace ở Miami năm 2017

#### Thiệt hại tài chính

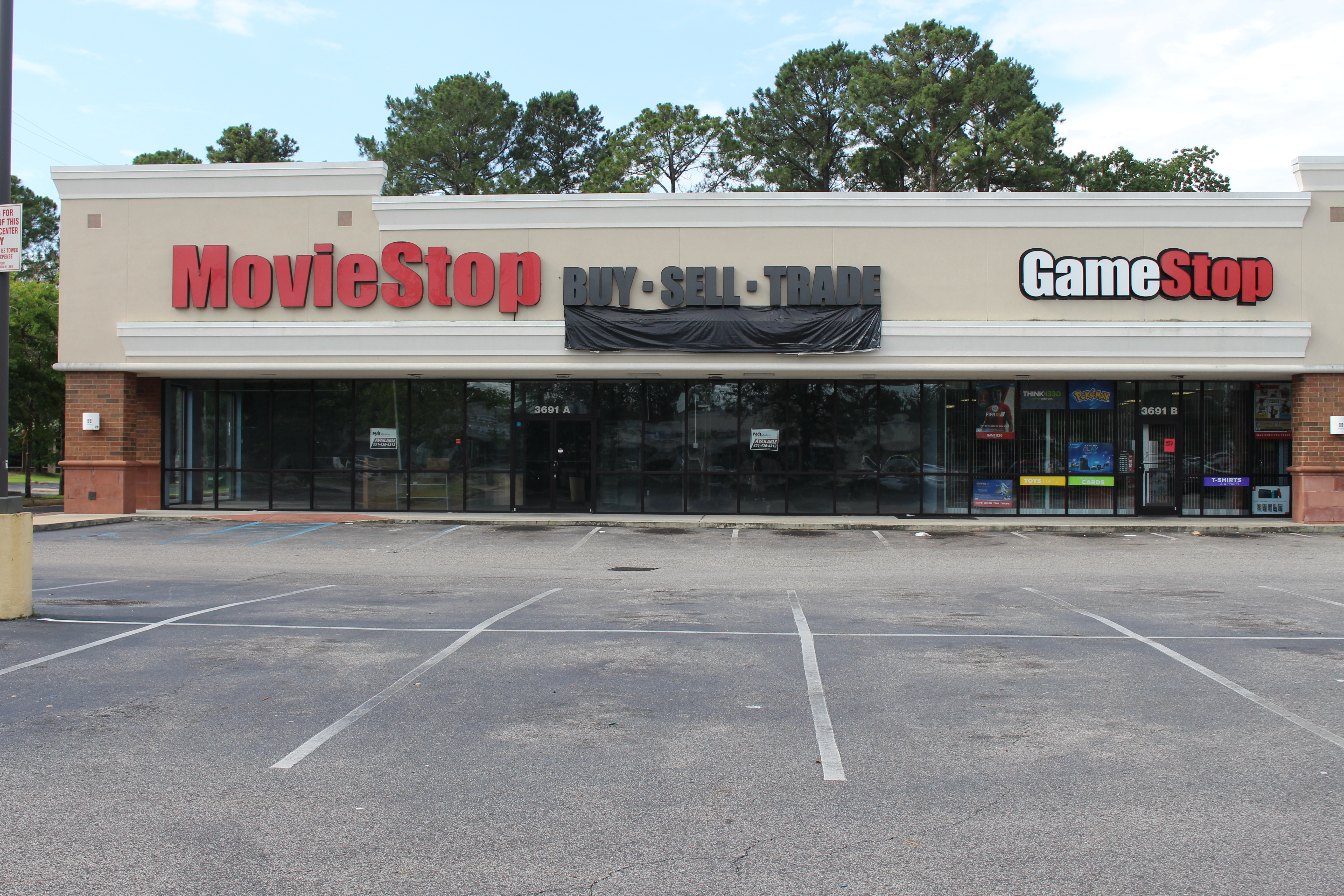
Một cửa hàng MovieStop đã đóng cửa và một cửa hàng GameStop ở Mobile, Alabama năm 2018

Cổ phiếu của cổ phiếu GameStop giảm 16% trong năm 2016. Ngày 28 tháng 2 năm 2017, cổ phiếu giảm thêm 8% sau thông báo ra mắt dịch vụ Xbox Game Pass của Microsoft. Sau những báo cáo này, GameStop thông báo sẽ đóng cửa hơn 150 cửa hàng vào năm 2017 và mở rộng hoạt động kinh doanh sang mảng không phải game. Tuy nhiên vào cùng ngày, GameStop cho biết họ có kế hoạch mở thêm 65 cửa hàng Technology Brand mới và 35 cửa hàng Đồ sưu tầm, do doanh số bán hàng lần lượt tăng 44% và 28%. Tổng doanh thu của GameStop giảm 7,6% xuống còn 3,06 tỷ đô la trong quý kết thúc ngày 2 tháng 2 năm 2018.

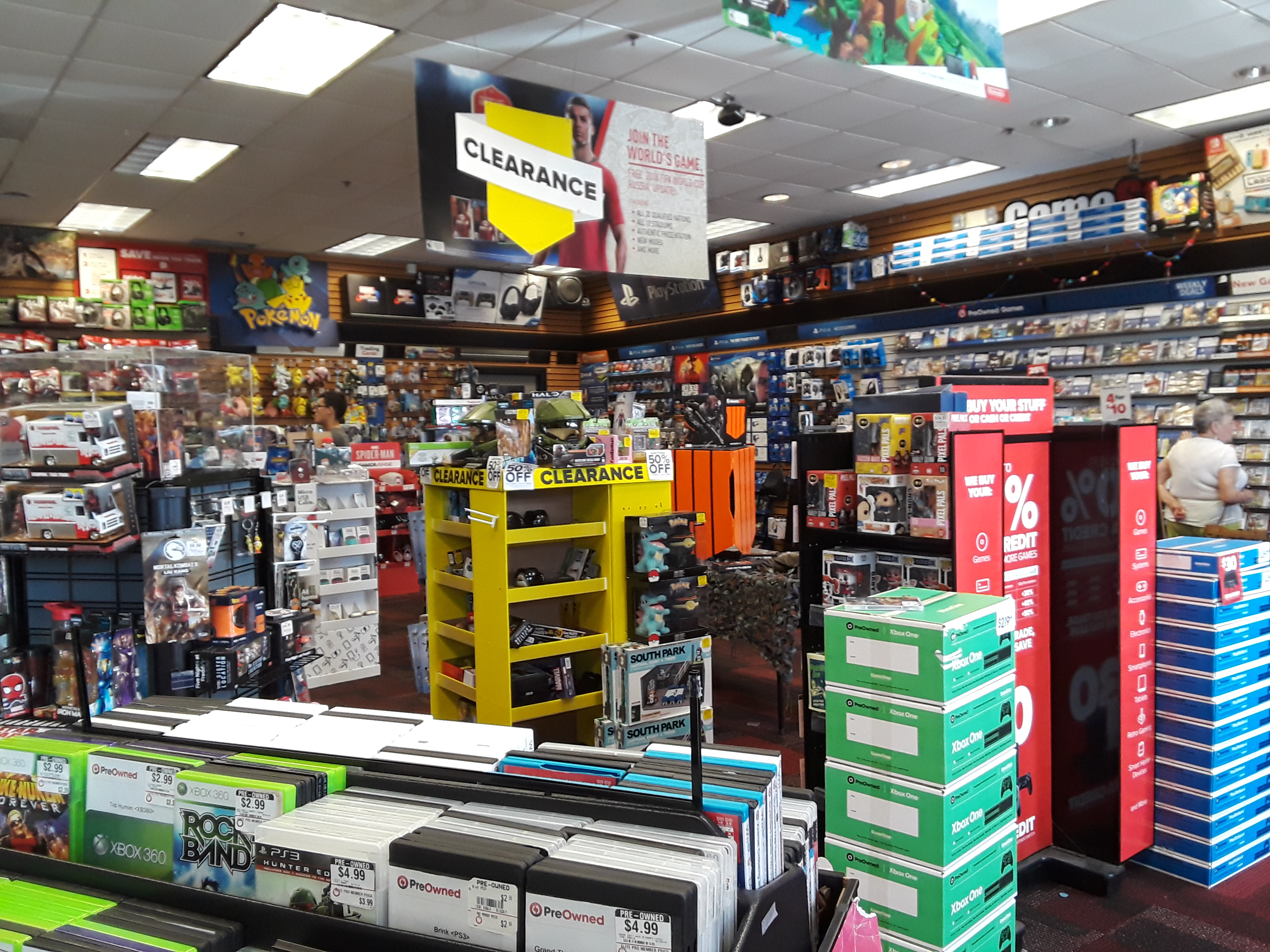
Nội thất của một cửa hàng GameStop ở Kingstowne, Virginia năm 2018, với một số mặt hàng được bán hạ giá để trả mặt bằng

#### Những nỗ lực xoay chiều

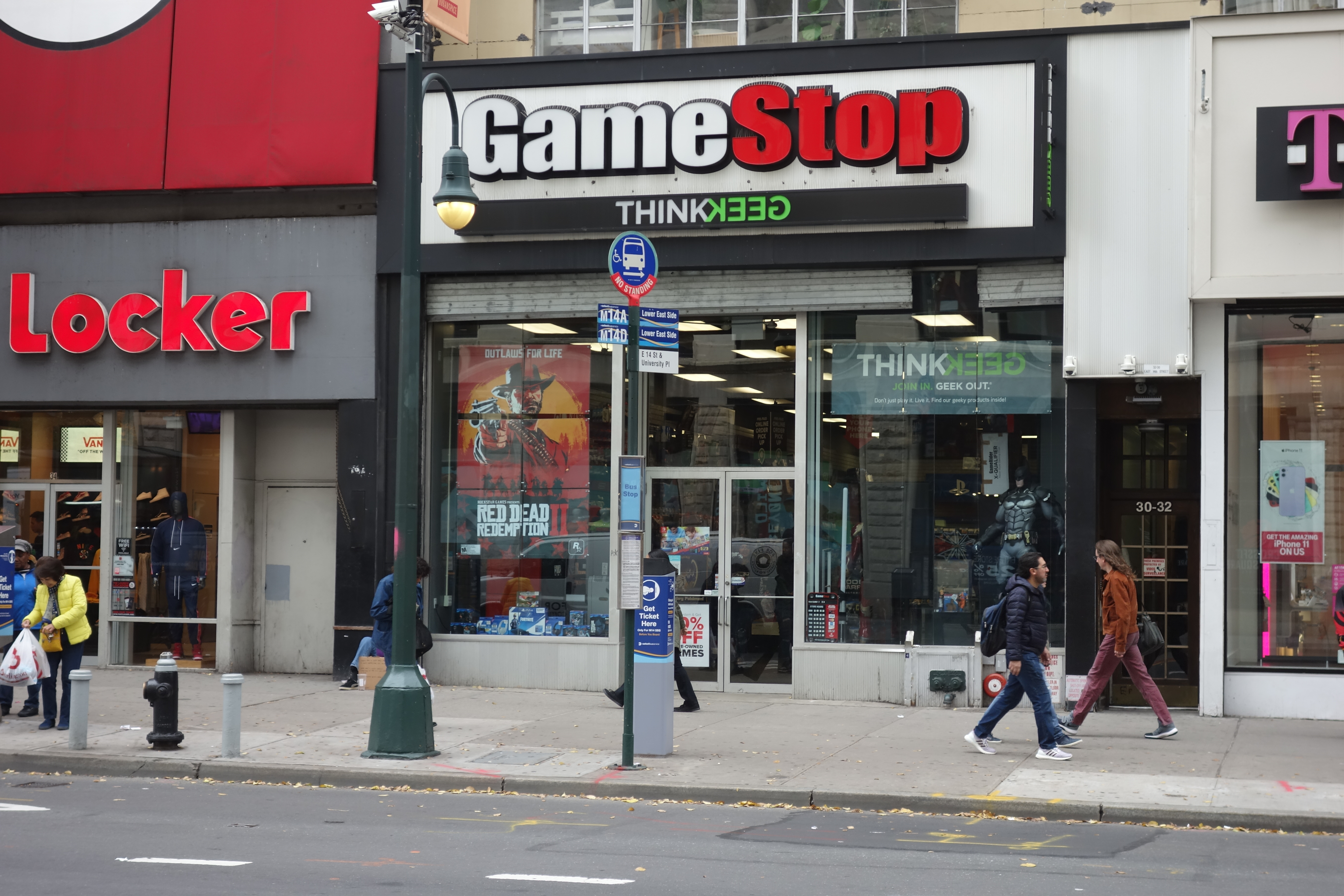
Một cửa hàng GameStop – ThinkGeek kết hợp ở New York City năm 2019

Tháng 7 năm 2019, GameStop đã hợp tác với một công ty thiết kế bên ngoài là R/GA, nhằm đưa ra kế hoạch cải tạo các cửa hàng, tập trung vào trò chơi cạnh tranh trực tuyến và cổ điển, đồng thời giới thiệu những cách mới để khách hàng có thể chơi thử trước khi mua.

#### Đại dịch COVID-19
Một trong những nỗ lực của chính phủ trong việc làm chậm đi sự lây lan của COVID-19 là yêu cầu GameStop đóng cửa hoạt động của tất cả 3.500 cửa hàng từ khoảng tháng 3 đến tháng 5 năm 2020, dù vẫn xảy ra một số tranh cãi trong giai đoạn đầu. Trong suốt thời gian này, công ty tiếp tục bán hàng trực tuyến và mua mang về. Sherman và ban giám đốc đã cắt giảm 50% lương trong khi các giám đốc điều hành khác cắt giảm 30% để bù lỗ. Mặc dù doanh số bán hàng kỹ thuật số tăng 519%, nhưng doanh số bán lẻ của công ty đã giảm hơn 30% trong cùng kỳ năm trước và báo cáo khoản lỗ 165 triệu đô la Mỹ trái ngược với khoản lỗ 6,8 triệu đô la Mỹ trong cùng một quý vào năm 2019. Tuy nhiên, với việc Xbox Series X và PlayStation 5 vẫn lên kế hoạch phát hành vào cuối năm 2020, Sherman dự kiến công ty sẽ có thể phục hồi sau những mất mát này.

## Sự kiện bán non cổ phiếu

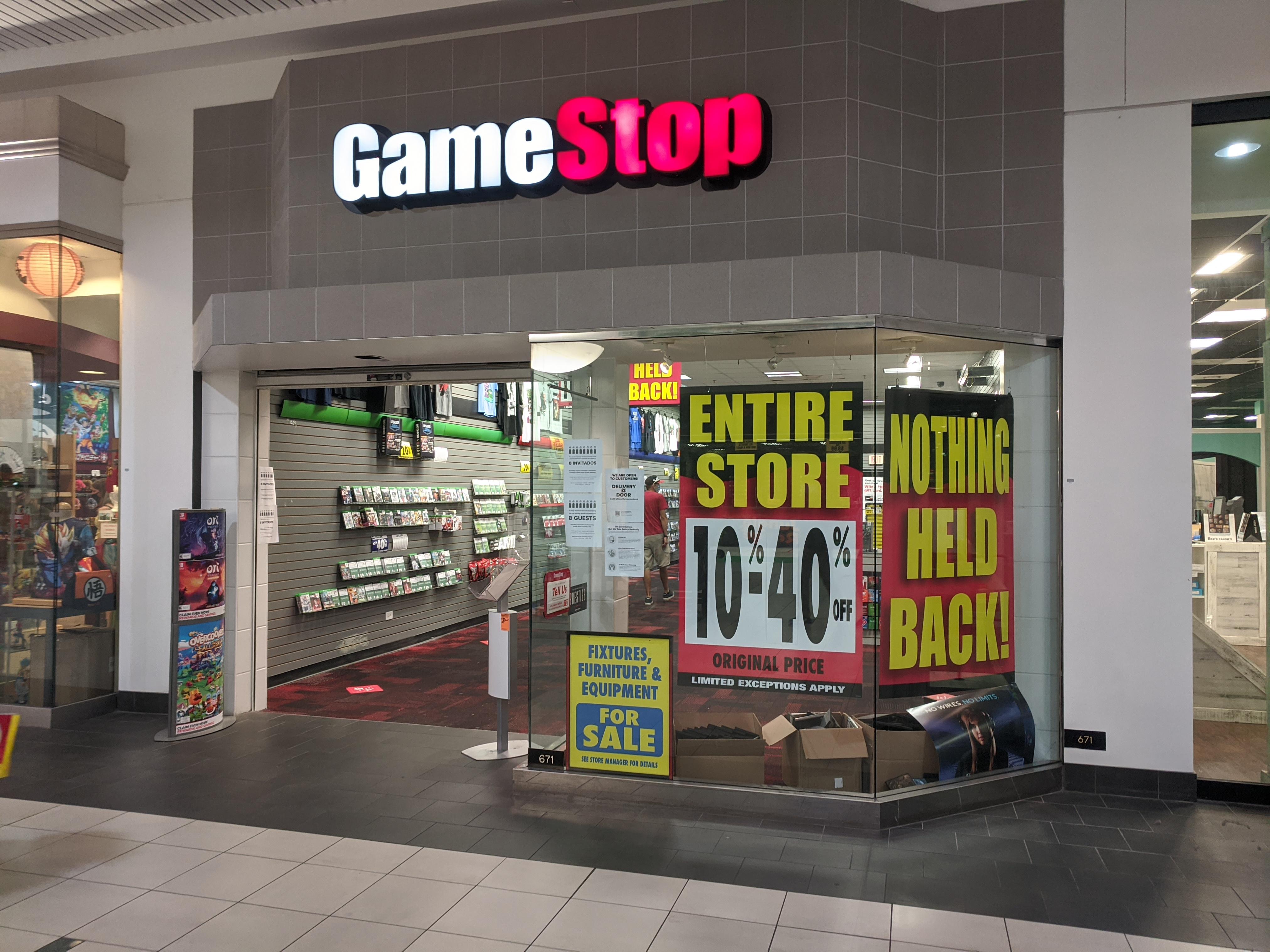
Một cửa hàng trong trung tâm mua sắm Quảng trường Melbourne ở Melbourne, Florida đang được thanh lý vào tháng 12 năm 2020

## Hoạt động
Tính đến ngày 30 tháng 1 năm 2021, công ty vận hành 4.816 cửa hàng, bao gồm 3.192 ở Hoa Kỳ, 253 ở Canada, 417 ở Úc và 954 ở Châu Âu.

### Game Informer
Game Informer là tạp chí thuộc sở hữu của GameStop, Inc. và chủ yếu được bán thông việc đăng ký mua tại các địa điểm của GameStop. Người đăng ký tạp chí sẽ hưởng quyền lợi từchương trình khách hàng thân thiết PowerUp Rewards Pro của GameStop.

### Trade-ins

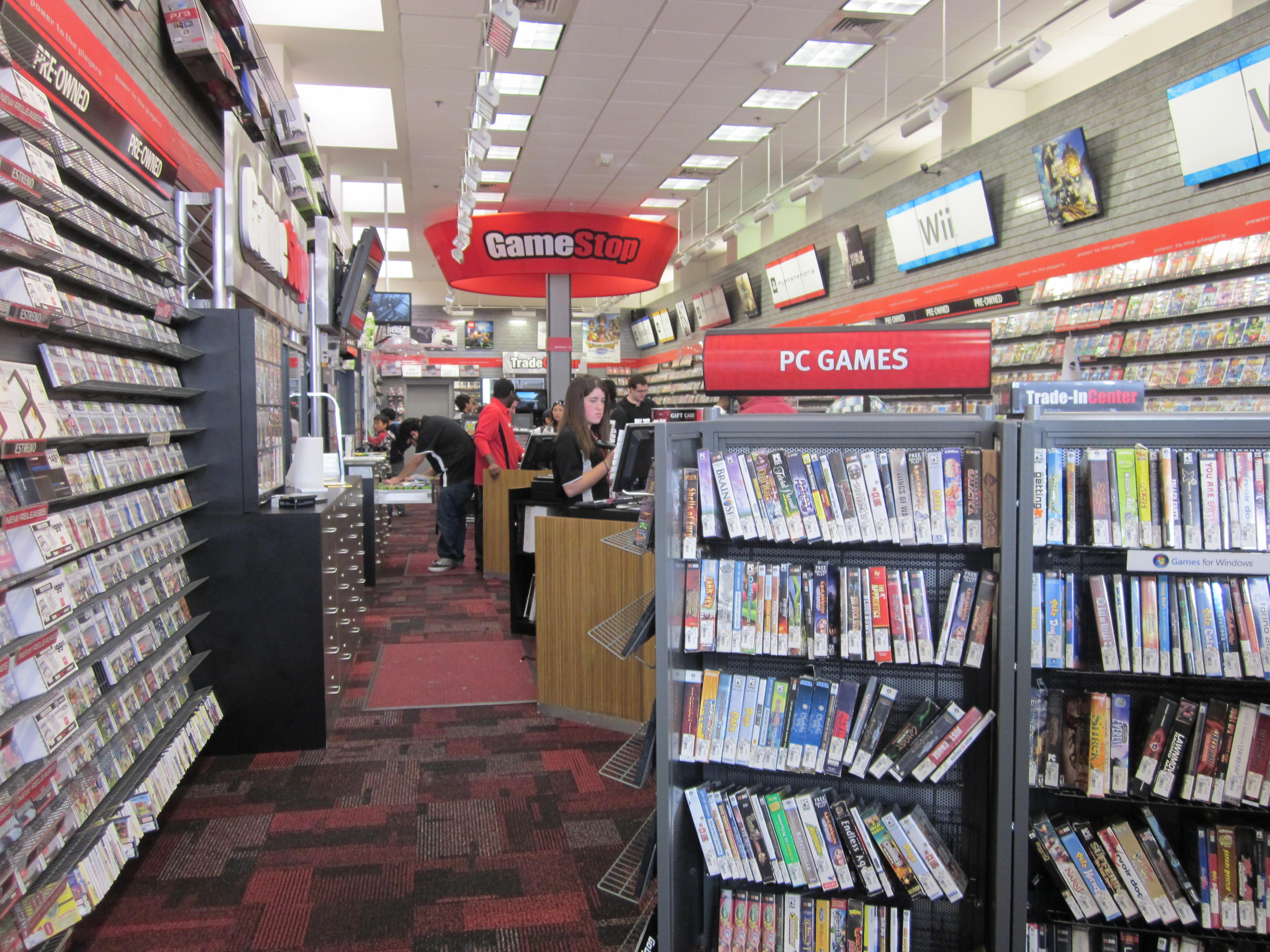
Nội thất của một cửa hàng GameStop ở San Francisco năm 2010

### GameStop TV
GameStop TV là mạng truyền hình nội bộ tại cửa hàng do GameStop điều hành, với việc hợp tác bán hàng không đặc hữu với Playwire Media. GameStop TV có các chương trình nhắm mục tiêu đến người tiêu dùng mua sắm trong các cửa hàng GameStop. Mỗi tháng sẽ phát các phân đoạn nội dung về những tựa game sắp phát hành, phỏng vấn nhà phát triển độc quyền và trình diễn sản phẩm.

### GameTrust Games
Tháng 1 năm 2016, GameStop công bố hợp tác với Insomniac Games với tựa đề năm 2016 là Song of the Deep. Giám đốc điều hành GameStop là Mark Stanley cho biết khái niệm này là để giúp chuỗi giao tiếp trực tiếp hơn với người chơi và mong đợi sẽ mở rộng sang các giao dịch phân phối tương tự với các nhà phát triển khác nếu thành công. Tháng 4 năm 2016, GameStop mở bộ phận GameTrust Games với vai trò như là một nhà xuất bản cho các nhà phát triển quy mô trung bình. Tháng 4 năm 2016, GameTrust Games thông báo họ đang làm việc với Ready At Dawn, Tequila Works và Frozenbyte để chuẩn bị phát hành thêm các tựa game.